# Roy Orbison
Roy Kelton Orbison (født 23. april 1936 i Vernon, Texas, død 6. december 1988 i Hendersonville, Tennessee), med kælenavnet "The Big O", var en indflydelsesrig amerikansk sanger og sangskriver, og en pioner inden for rock and roll-musikken, hvis karriere strakte sig over mere end fire årtier. Fra midten af 1960'erne var Orbison internationalt anerkendt og genkendelig på sine ballader om tabt kærlighed, sine rytmisk avancerede melodier, mørke solbriller, og den lejlighedsvise anvendte karakteristiske falsetstemme i sange som "Only the Lonely", "In Dreams", "Oh, Pretty Woman", "Crying" og "Running Scared".
Orbison var hverken albino eller blind, som hans mørke solbriller har givet anledning til at tro. Han så dog dårligt og var nødt til at bære briller med tykke glas, da han siden barndommen havde lidt af en kombination af langsynethed, bygningsfejl, presbyopi (gammelmandssyn), anisometropi og skelen. Orbisons letgenkendelige solbriller var et modebudskab, der stammede fra et uheld tidligt i hans karriere. Orbison stod for at skulle på scenen i løbet af nogle få minutter, men havde glemt sine briller i en flyvemaskine. Da han ikke kunne se uden sine briller, måtte han tage de eneste andre briller på, som var tilgængelige – et par mørke solbriller med styrke. "For at kunne gå på scenen, var jeg nødt til at kunne se," hvorfor han bar brillerne under hele sin turné med Beatles, og det fortsatte han med i resten af sin professionelle karriere. "Jeg gør det bare, og ser smart ud."

## Tidligt liv og karriere
Orbison blev født i Vernon, Texas, som Nadine og Orbie Lees anden søn. Efter at være flyttet til Fort Worth omkring 1943 for at søge arbejde i den ekspanderede ammunitions- og flyindustri pga. anden verdenskrig, flyttede familien videre til den lille olie-by Wink i slutningen af 1946. Musikken var en vigtig del af familielivet.
Som 13-årig i 1949, dannede han sin første gruppe, The Wink Westerners, og når han ikke sang med gruppen, brugte han sin tid på at spille på guitar og skrive sange. Gruppen optrådte ugentligt på radiostationen KERB i byen Kermit. Orbison tog afgangseksamen fra Wink High School i 1954. Han gik på North Texas State College i Denton i et år, og blev dernæst optaget på Odessa Junior College i 1955 for at læse historie og engelsk. The Wink Westerners havde nogen succes på lokale tv-stationer, hvor de fik 30 minutter lange ugentlige udsendelser på stationerne KMID og senere KOSA. En af gæsterne i deres udsendelse var Johnny Cash, der anbefalede dem at prøve at få en kontrakt med hans pladeproducent, Sam Phillips, fra Sun Records. Sam Phillips afslog ("Johnny Cash kører ikke mit pladeselskab"), men efter at have hørt en optagelse fra Norman Pettys studie i Clovis, New Mexico, kom Orbison og gruppen alligevel på Sam Phillips' liste. Gruppen tog navneforandring til The Teen Kings, og Orbison forlod universitetet i marts 1956, fast besluttet på at give musikken et chance, og satte kursen mod Sun Records i Memphis, Tennessee.
Mange af hans tidligst indspillede sange blev produceret af Sam Phillips, der også producerede Jerry Lee Lewis, Carl Perkins, Johnny Cash og Elvis Presley. Orbison opnåede sin første kommercielle succes i juni 1956 med "Ooby Dooby", en sang skrevet af Orbisons venner fra universitet. Hans sang "Claudette", opkaldt efter hans første hustru, blev indspillet af Everly Brothers som en B-side til deres nummer et-hit "All I Have To Do Is Dream". Men Sun-kunstnernes rockabilly- og blues-"sound" gav ikke Orbison megen succes, og hans karriere syntes færdig, selvom fans af rockabillymusikken anser hans plader som nogle af de bedste inden for genren. I et stykke tid var han ansat ved Acuff-Rose Music i Nashville som sangskriver, og fik dernæst en kontrakt med RCA, med med tiden henviste Chet Atkins ham til Fred Foster, ejeren af Monument Records, som han skiftede til efter kontrakten med RCA udløb i 1959.

## Gennembrud
Tilbage i 1957 havde Roy Orbison mødt sangskriveren Joe Melson i Odessa, Texas. Efter at have hørt Joe Melsons sang "Raindrops", med den melodiske drejninger og lyriske stil, gik der ikke lang tid før Orbison bad Melson om at skrive sammen med ham. Sammen skabte de en på den tid uhørt rock and roll-"sound": den dramatiske rockballade. De skabte mange hits for Monument Records. Fred Foster kunne lide den nye stilretning og støttede parrets vision. Orbisons første plade, Uptown, havde moderat succes. Med udgivelsen af sangen "Only the Lonely" og dens omgående topplacering på hitlisterne (nummer 2 i USA, nummer 1 i Storbritannien), blev han en international rock and roll-stjerne. Hans næste single, "Running Scared" blev nummer et i USA. Senere skrev Orbison mange sange med Bill Dees, blandt andre "Oh Pretty Woman", der er en af Orbisons bedst kendte sange. Mens han havde kontrakt med Monument Records, bestod hans musikalske baggrundsgruppe af studiemusikere, anført af Bob Moore.[kilde mangler]
På grund af sine store indflydelse på samtidige musikerere som for eksempel The Rolling Stones, var Roy Orbison i 1963 på europaturné med Beatles, som han blev venner for livet med, særligt John Lennon og George Harrison. Som medlem af Traveling Wilburys indspillede
Orbison senere en plade sammen med blandt andre George Harrison. På europaturnéen med Beatles, opfordrede Orbison dem til at tage til USA. Da Beatles besluttede sig for at turnere i USA, bad de Orbison om at være deres turnemanager, men Orbisons egne planer forhindrede hans deltagelse i Beatles turné, der blev en stor succes.
I modsætning til mange andre kunstnere fastholdt Orbison sin succes, mens den britiske musikinvasion ramte USA i 1964. Hans single "Oh, Pretty Woman" brød Beatles greb om top ti, og strøg til tops på Billboards hitliste. Singlen blev solgt i flere eksemplarer i sine første ti dage efter udgivelsen, end nogen anden 45'er-single på det tidspunkt, og endte med at blive solgt i syv millioner eksemplarer. Sangen blev senere titelmelodi for filmen Pretty Woman, der var opkaldt efter hans sang og gjorde skuespilleren Julia Roberts berømt.
I 1964 turnerede han med The Beach Boys, og i 1965 med The Rolling Stones i Australien. Han have stor succes i England, hvor han havde tre nummer et-singler i 1960'erne og blev flere gange valgt som årets mandlige sanger.
I 1965 skrev Orbison kontrakt med MGM Records, og var hovedperson MGM Studios' western-musical-film The Fastest Guitar Alive hvor han sang flere sange fra et album med samme navn. Ændringer i folks musiksmag gjorde at han efter 1967 ikke havde flere hits i USA, og selvom han fortsat var populær andre steder, blev hans popularitet i USA ikke genetableret før 1980'erne.
I privatlivet havde han også problemer, med hans første hustrus (Claudette) død i en motorcykelulykke den 6. juni 1966. I september 1968 nedbrændte hans hjem ved Old Hickory Lake i Hendersonville, Tennessee, mens Orbison var på turné i England, og to af hans tre sønner omkom, Roy Jr. (født 1958) og Anthony (født 1962). Den yngste søn, Wesley, på tre år, blev reddet af Orbisons forældre. Han mødte sin anden hustru, Barbara, i august 1968 i Leeds, England, og de blev gift i Nashville den 25. maj 1969.
Kontrakten med MGM udløb i 1973, og han tegnede en ny kontrakt med Mercury Records. Sange der kun havde moderat succes i Nordamerika, så som "Penny Arcade" og "Working for the Man," blev nummer et på de australske hitlister, og "Too Soon to Know" blev nummer tre i England. Hans popularitet omfattende også Tyskland, og hitsangen "Mama" indspillede han også på tysk. Bag jerntæppet var der stor efterspørgsel på hans plader på det sorte marked. I Frankrig blev han anset som en mester i et skrive ballader om tabt kærlig, i stil med den populære sanger Édith Piaf, og en coverversion af Orbisons "Blue Bayou" sunget på fransk af Mireille Mathieu røg til tops på de franske hitlister. Fans i Holland grundlagde hans største verdensomspændende fanklub. Han optrådte også i Irland, på trods af terroristaktiviteterne i Nordirland. En udgave af den populære ballade "Danny Boy" på hans Memphis-album fra 1972, anses for at være en af de bedste udgaver af denne ofte indspillede sang.
Han tegnede en ny kontrakt med Monument i 1976, men karrieren var på lavt blus indtil slutningen 1980'erne.

## Ny popularitet i 1980'erne
I 1980 indspillede Orbison sammen med Emmylou Harris duetten "That Lovin' You Feelin' Again", der i 1981 gav dem en Grammy. I 1985 indspillede Orbison Wild Hearts til Nicolas Roegs film Insignificance, udgivet af ZTT Records og produceret af David Briggs og Will Jennings. David Lynchs brug af sangen "In Dreams" i 1986 i filmen Blue Velvet var også medvirkende til at gøre Orbison populær igen. I 1987 blev han optaget i Rock and Roll Hall of Fame, med en optagelsestale af Bruce Springsteen (der i sin sang "Thunder Road" fra 1975 kaldte Orbison "Only the Lonely"). Hans musikalske pionærarbejde blev også anerkendt af Rockabilly Hall of Fame. Efter at skrevet kontrakt for første gang i ti år, med Virgin Records, genindspillede han 1961-hit "Crying" som en duet med k.d. lang i 1987, til soundtracket til filmen Hiding Out. Sangen fik en Grammy.
Det sort-hvide tv-program Roy Orbison and Friends, A Black and White Night, optaget i Coconut Grove på Ambassador Hotel i Los Angeles i september 1987 (udgivet på plade i 1989), skabte opmærksomhed om Orbison i de yngre generationer. T-Bone Burnett stod for den musikalske ledelse, og blandt deltagerne var: på piano Glen Hardin, der havde spillet for Buddy Holly og samarbejdet med Elvis Presley i en årrække; leadguitarist James Burton, der også havde spillet med Presley; mandlige baggrundssangere, hvor nogle også spillede guitar, var Bruce Springsteen, Tom Waits, Elvis Costello, Jackson Browne, J.D. Souther og Steven Soles; og de kvindelige baggrundssangere var k.d. lang, Jennifer Warnes og Bonnie Raitt.
Kort efter den kritikerroste optræden, mens han sammen med Jeff Lynne fra Electric Light Orchestra arbejdede på numre til et nyt album, dannede Orbison sammen med Bob Dylan, George Harrison, Jeff Lynne og Tom Petty gruppen Traveling Wilburys, der fik betydelig kommerciel og anmeldersucces. Derefter indspillede han sit nye soloalbum, Mystery Girl, produceret af Orbison, Mike Campbell (fra Tom Pettys Heartbreakers), og Jeff Lynne. På albummet var nummeret "She's a Mystery to Me" skrevet af U2's Bono (der også bærer mørke solbriller) og the Edge, skrevet til Orbison. Ved en prisoverrækkelse i Antwerpen, nogle få dage før sin død, sang Roy Orbison hittet "You Got It" offentligt for første og eneste gang.

## Død
Orbison, der havde været ryger det meste af sit liv, fik den 18. januar 1978 foretaget en tredobbelt by-pass-operation. Den 6. december 1988, i en alder af 52 år, blev han ramt af et hjerteanfald og døde, mens han besøgte sin mor i Nashville-forstaden Hendersonville.  Orbison blev bisat den 15. december 1988 på Westwood Village Memorial Park Cemetery i Westwood, Californien. Hans to ældste sønner og deres mor er blevet begravet på Woodlawn Memorial Park Cemetery i Nashville.
Hans nye album, Mystery Girl, og singlen fra det, "You Got It", blev et posthumt hit, og betragtes som Orbisons bedste arbejde siden succesperioden i 1960'erne. Han fik en posthum Grammy i 1991, og i 1992 blev de populære sange "I Drove All Night" og "Heartbreak Radio" udsendt på albummet King of Hearts, produceret af Jeff Lynne.